# إد غاردنر
إد غاردنر (بالإنجليزية: Ed Gardner) هو كاتب سيناريو وكاتب وممثل أمريكي، ولد في 29 يونيو 1901 في الولايات المتحدة، وتوفي في 17 أغسطس 1963 بلوس أنجلوس في الولايات المتحدة.

## وصلات خارجية
- إد غاردنر على موقع IMDb (الإنجليزية)
- إد غاردنر على موقع ألو سيني (الفرنسية)
- إد غاردنر على موقع ميوزك برينز (الإنجليزية)
- إد غاردنر على موقع أول موفي (الإنجليزية)
- إد غاردنر على موقع قاعدة بيانات برودواي على الإنترنت (الإنجليزية)
- إد غاردنر على موقع قاعدة بيانات الأفلام السويدية (السويدية)
- إد غاردنر على موقع قاعدة بيانات الفيلم (الإنجليزية)
- إد غاردنر على موقع كينوبويسك (الروسية)